# Diócesis de Hispania
La diócesis de Hispania (en latín: Diocesis Hispaniarum o Diocesis Hispaniae) fue una de las diócesis del Imperio romano que existieron durante el Bajo Imperio. Fue creada por el emperador romano Diocleciano cuando este realizó la reorganización política del territorio del Imperio romano.

## Historia

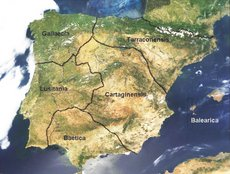
División provincial de Diocleciano en 298, con cinco provincias a las que se añade la Tingitana para constituir la Diócesis Hispaniarum.

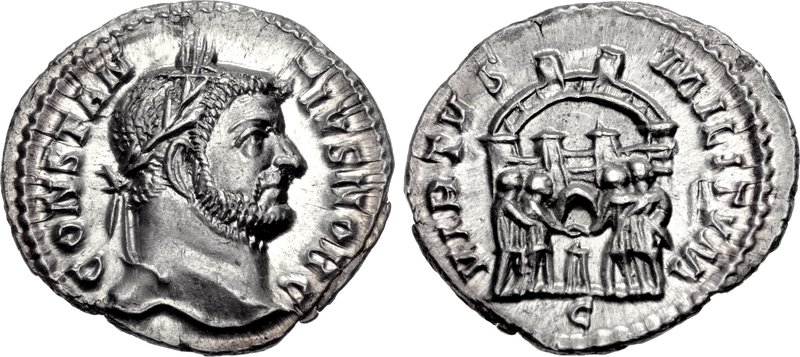
Constancio Cloro fue el César a quien Diocleciano asignó Britania, Galia e Hispania, transformada en Diócesis Hispaniarum, subordinado al Augusto Maximiano.

La Diócesis Hispaniarum se creó bajo el reinado del emperador romano Diocleciano, cuando este realizó una gran reorganización administrativa del territorio del Imperio romano, al dividir las provincias altoimperiales en otras menores y asignarlas a los diferentes Césares y Augustos del sistema de gobierno de la Tetrarquía. 
Constaba a su vez de seis provincias:
- Bética
- Lusitania
- Cartaginense
- Gallaecia
- Tarraconense
- Mauritania Tingitana

Más tarde, en época de los emperadores Constancio I y Constantino II, se añadiría una nueva provincia, la de Balearica.
La división del territorio bajoimperial en diócesis sobrevivió a la Tetrarquía, y Constantino I se limitó a agrupar varias diócesis en las nuevas prefecturas del Pretorio. La Diócesis Hispaniarum fue asignada a la prefectura del Pretorio de las Galias, junto con las diócesis de las Galiae y Britannia. No obstante, la diócesis desapareció en el 409, cuando vándalos, suevos y alanos entraron en la península.

## Organización administrativa

Provincias de Hispania bajo Diocleciano (al sur, Mauretania Tingitana que no está descrita).

La Diocesis Hispaniarum se constituyó modificando la organización provincial heredada de Augusto. Así, las provincias altoimperiales de Hispania, la Lusitania y la Baetica, mantuvieron sus límites, pero la provincia Tarraconensis fue dividida en tres provincias de menor tamaño, la Gallaecia, la Carthaginense y la Tarraconensis, desgajándose de esta última la Balearica a mediados del siglo IV.
Los praesides o gobernadores de estas provincias hispanas, a las que por razones logísticas se añadió la Mauretania Tingitana, fueron supervisados por un vicarius imperial a cargo de la Diócesis Hispaniarum, que, en principio, fue incluida en la zona de influencia del César Constancio Cloro.
La capital de la diócesis se estableció en la capital de la provincia Lusitania, la Colonia Augusta Emerita, lo que significaba un cambio radical en la política imperial, ya que desde época de Augusto la provincia más importante de Hispania y con mayor rango había sido la Tarraconensis, pasando a serlo desde Diocleciano la Lusitania.
El vicarius Hispaniae tenía a su disposición un officium formado por varios tipos de burócratas, con un cornicularius a la cabeza, y agentes secretos, que informaban directamente al emperador, y diferentes tipos de oficiales administrativos, contables y auxiliares.